# Flora Virginica Exhibens Plantas quas V. C. Johannes Clayton in Virginia...
Flora Virginica Exhibens Plantas quas V. C. Johannes Clayton in Virginia... (abreviado Fl. Virgin.) es un libro con ilustraciones y descripciones botánicas que fue escrito por el botánico holandés Johan Frederik Gronovius y publicado en dos partes en los años 1739-1743.